# Còlit del Cap
El còlit del Cap (Oenanthe pileata) és una espècie d'ocell de la família dels muscicàpids (Muscicapidae) pròpia de l'Àfrica subsahariana. Viu en sabanes, matollars i pastures, des de Kenya i Angola fins al Cap al sud del continent. El seu estat de conservació es considera de risc mínim.